# Кисангани
Кисанга́ни (до 1966 года — Стэнливиль, фр. Kisangani) — город на северо-востоке Конго, административный центр провинции Чопо.

## История
Основан Генри Мортоном Стенли в 1883 году. Первоначально именовался Стэнливилем.
Во время Конголезского кризиса 1961 года в Стэнливиле находилась ставка Мобуту, оппозиционного к центральному правительству Лумумбы. В 1964 году в Стэнливиле силами бельгийских парашютистов была проведена операция «Красный Дракон» по освобождению белых заложников, захваченных боевиками движения симба. Во время Второй конголезской войны город стал ареной боевых столкновений. 23 августа 1998 года Кисангани был захвачен боевиками РКД, которые разместили здесь в 1999 году свою резиденцию. 14 мая 2002 года произошла бойня в Кисангани — одно из наиболее кровавых событий войны.

## География и экономика
Кисангани расположен в 324 км к югу от города Бута, в 572 км к юго-западу от Исиро и в 696 км к юго-западу от Буниа, на высоте 447 м над уровнем моря.
Через Кисангани проходит транс-африканский автодорожный маршрут  шоссе Лагос-Момбаса.
Порт на реке Конго ниже водопада Стэнли.
В Кисангани имеются железнодорожный вокзал и международный аэропорт Кисангани-Бангока, а также университет, региональный музей, предприятия пищевой, текстильной, химической промышленности, деревообработки, производства стройматериалов.
Кисангани — центр сельскохозяйственного района с первичной обработкой сельскохозяйственного сырья (рисо- и хлопко-очистка).

## Климат
| Показатель                    | Янв. | Фев. | Март | Апр. | Май  | Июнь | Июль | Авг. | Сен. | Окт. | Нояб. | Дек. | Год  |
| ----------------------------- | ---- | ---- | ---- | ---- | ---- | ---- | ---- | ---- | ---- | ---- | ----- | ---- | ---- |
| Средний суточный максимум, °C | 30,7 | 31,2 | 31,2 | 31,1 | 30,6 | 29,8 | 28,9 | 28,7 | 29,7 | 29,9 | 30,0  | 29,9 | 30,1 |
| Средняя температура, °C       | 25,6 | 25,8 | 26,0 | 26,2 | 25,7 | 25,2 | 24,5 | 24,5 | 25,0 | 25,2 | 25,3  | 25,2 | 25,3 |
| Средний суточный минимум, °C  | 20,5 | 20,5 | 20,8 | 21,2 | 20,9 | 20,6 | 20,0 | 20,3 | 20,2 | 20,4 | 20,6  | 20,4 | 20,5 |
| Норма осадков, мм             | 78   | 105  | 167  | 181  | 158  | 124  | 117  | 171  | 176  | 230  | 195   | 100  | 1802 |
| Источник:                     |      |      |      |      |      |      |      |      |      |      |       |      |      |

## Население
Население по данным на 2010 год составляет 868 672 человек.